# آخالتسیخه
آخالتسیخه، اخیسخا، یا آخِسقه (به گرجی: ახალციხე؛ به معنی «قلعه نو» شهری کوچک در جنوب غربی گرجستان است.
این شهر در منطقهٔ جنوبی سامتسخه-جاواختی جای دارد. جمعیت این شهر در سال ۲۰۰۲ برابر با ۴۶٬۱۳۴ نفر بوده‌است. آخالتسیخه در دو سوی رودخانه کوچک پوتسخووی قرار دارد. این رود شهر را به دو بخش کهن در شمال و نو در جنوب بخش کرده‌است. نام این شهر به معنی «قلعه نو» است. آخالتسیخه در نزدیکی مرز ترکیه جای دارد.
این شهر، که ارمنیان به آن آخالتسخا می گویند، مرکز شهرستان آخالتسیخه است و در ۲۱۴ کیلومتری تفلیس قرار دارد و دارای ایستگاه راه‌آهن است. شهرستان آخالتسیخه با ناحیهٔ سامتسخهٔ تاریخی مطابقت دارد. این سرزمین از دوران باستان به تناوب در قلمرو حکومت‌های ارمنیان و گرجیان قرار گرفته‌است. در ۱۲۳۶م، مغول‌ها شهر را ویران کردند. در سده‌های یازدهم تا سیزدهم میلادی، در نبود حکومت مرکزی در ارمنستان، شمار بسیاری از ارمنیان از نقاط گوناگون آن به این شهر پناهنده شدند و بر جمعیت ارمنیان افزودند. در ۱۵۷۹م، شهر به دست ترکان عثمانی افتاد و نخست، به صورت بخشی از ایالت چِلدر عثمانی درآمد و پس از چندی ایالتی مجزا شد. فشارهای اجتماعی و مذهبی در دوران حکومت ترکان مهاجرت‌های گسترده ای را از منطقه به دنبال داشت. با وجود این، مسیحیان همواره وزن بیشتری داشته‌اند. در ۱۸۲۹م، بر اساس پیمان آدریاناپُل، ناحیهٔ آخالتسیخه به روسیه پیوست و در سال بعد، ۲٬۵۳۶ خانوار ارمنی از ارزروم ترکیه و اطراف آن در این ناحیه مستقر شدند و محلهٔ جدیدی را به نام پلان در شهر بنا کردند. در ۱۸۹۳م از ۱۵هزار جمعیت شهر بیش از ۱۲٬۴۹۵ نفر ارمنی بودند. همچنین، مطابق آمار اول ژانویهٔ ۱۹۱۶م از ۲۳٬۱۶۸ نفر جمعیت شهر ۱۸٬۱۶۵ نفر از ارمنیان بودند.

## تاریخ
جنگ عثمانی و صفوی اندکی پیش از مرگ پدر احمد یکم (محمد سوم) آغاز شده بود. احمد یکم پس از به تخت نشستن، زاده یوسف سنان پاشا را به عنوان رهبر سپاه شرق منصوب کرد. ارتش عثمانی در ۱۵ ژوئن ۱۶۰۴ از قسطنطنیه حرکت کرد اما خیلی دیر شده بود، و زمانی که در ۸ نوامبر ۱۶۰۴ به جبهه شرقی رسید، ارتش صفوی ایروان را تصرف کرد و وارد ایالت قارص شد و فقط قوای عثمانی می‌توانست در آخالتسیخه آنها را متوقف کند. با وجود مساعد بودن شرایط، یوسف سینان پاشا تصمیم گرفت برای زمستان در وان بماند، اما پس از آن به ارزروم لشکر کشید تا از حمله صفویان جلوگیری کند. این امر باعث ناآرامی در سپاه عثمانی شد و آن سال عملاً برای عثمانی‌ها هدر رفت و بی‌نتیجه ماند.